# Enteroctopus megalocyathus
Enteroctopus megalocyathus är en bläckfiskart som först beskrevs av Gould 1852.  Enteroctopus megalocyathus ingår i släktet Enteroctopus och familjen Octopodidae. Inga underarter finns listade i Catalogue of Life.

## Bildgalleri

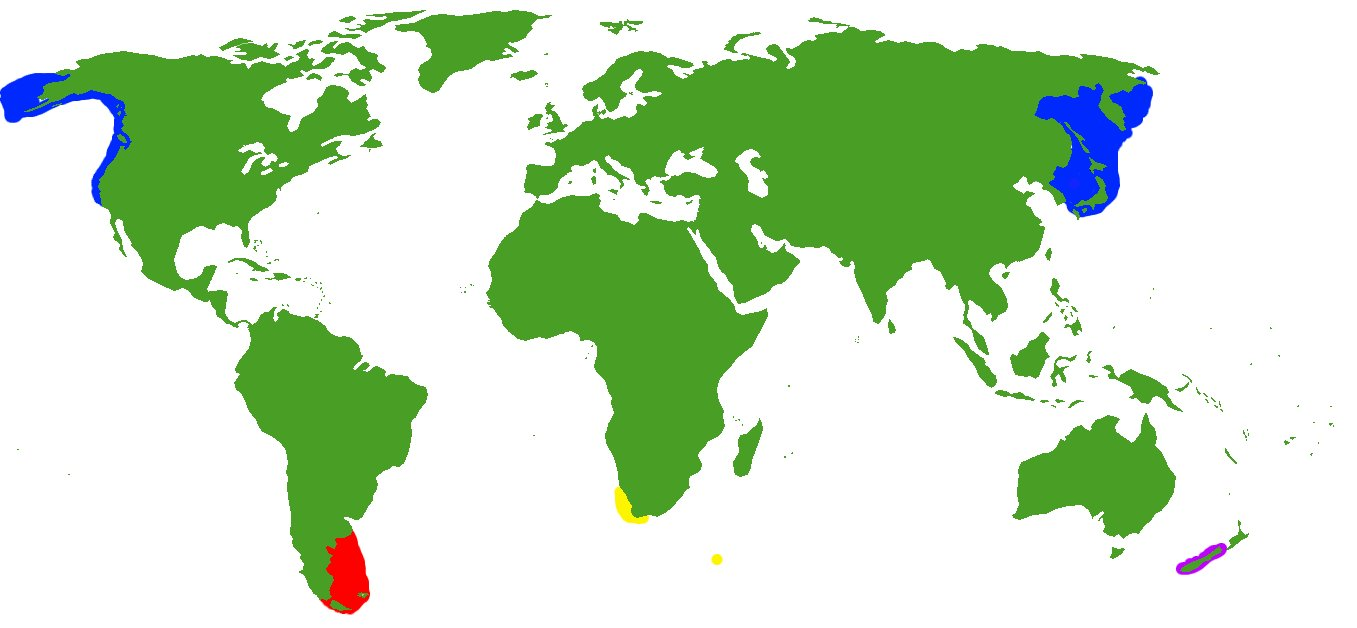